# Cinergi Pictures
Cinergi Pictures, Andy G. Vajna filmvállalata, ami 1989-től 1998-ig működött. Leghíresebb és egyben legsikeresebb filmje, a Die Hard – Az élet mindig drága.

## Története
1989-ben Andrew G. Vajna kilépett a Carloco Pictures nevű cégből, amit  1976-ban alapítottak a libanoni származású producerrel, Mario Kassar-ral, és megalapította a Cinergi Pictures-t. A cég filmjei, egytől-egyig, valamelyik Disney érdekeltségű céggel készült társ-produkcióban, azonban a Die Hard – Az élet mindig drága című film gyártásába és forgalmazásába a 20th Century Fox is beszállt, mivel ők birtokolták a Die Hard- franchise jogait. Úgy állapodtak meg, hogy a Fox-é a film amerikai, Disney-é és Vajnáéké az amerikán kívül bevétel. Cinergi első filmje az 1992-es Medicine Man Sean Connery főszereplésével. Kezdetben Vajna 2-4 filmet szeretett volna évente a cége égisze alatt, és szerződést kötött a Disneyvel a filmjei forgalmazásával kapcsolatban. Az Evitát és a Die Hard harmadik részét leszámítva, a stúdió filmjeinek nagy részét anyagi bukásnak könyvelték el, ezért a Disney 1997 áprilisában szerződést bontott Vajna cégével. 1998-ban a Cinergi megszűnt. 

## Filmográfia
| Amerikai bemutató dátuma | Cím                                       | Megjegyzés                                                                     |
| ------------------------ | ----------------------------------------- | ------------------------------------------------------------------------------ |
| 1992. február 7.         | Medicine Man                              | társ-produkcióban a Hollywood Pictures-szel                                    |
| 1993. május 28.          | Super Mario Brothers                      | társ-produkcióban a Hollywood Pictures-szel                                    |
| 1993. december 25.       | Tombstone – A halott város                | társ-produkcióban a Hollywood Pictures-szel                                    |
| 1994. június 6.          | Reneszánsz ember                          | társ-produkcióban a Touchstone Pictures-szel                                   |
| 1994. augusztus 19.      | Az éj színe                               | társ-produkcióban a Hollywood Pictures-szel                                    |
| 1994. szeptember 23.     | Végsebesség                               | társ-produkcióban a Hollywood Pictures-szel                                    |
| 1995. május 19.          | Die Hard – Az élet mindig drága           | társ-produkcióban a 20th Century Fox-szal és Touchstone Pictures-szel (non-US) |
| 1995. június 30.         | Dredd bíró                                | társ-produkcióban a Hollywood Pictures-szel                                    |
| 1995. október 13.        | A skarlát betű                            | társ-produkcióban a Hollywood Pictures-szel                                    |
| 1995. december 22.       | Nixon                                     | társ-produkcióban a Hollywood Pictures-szel                                    |
| 1996. március 1.         | A hírek szerelmesei                       | társ-produkcióban a Touchstone Pictures-szel                                   |
| 1997. január 10.         | Evita                                     | társ-produkcióban a Hollywood Pictures-szel                                    |
| 1997. január 31.         | Árnyék-összeesküvés                       | társ-produkcióban a Hollywood Pictures-szel                                    |
| 1998. január 30.         | Kísértethajó                              | társ-produkcióban a Hollywood Pictures-szel                                    |
| 1998. február 20.        | An Alan Smithee Film: Burn Hollywood Burn | társ-produkcióban a Hollywood Pictures-szel                                    |

## Lásd még
- C2 Pictures
- Carolco Pictures

## Fordítás
- Ez a szócikk részben vagy egészben  a   Cinergi Pictures című angol Wikipédia-szócikk fordításán alapul.  Az eredeti cikk szerkesztőit annak laptörténete sorolja fel. Ez a jelzés csupán a megfogalmazás eredetét és a szerzői jogokat jelzi, nem szolgál a cikkben szereplő információk forrásmegjelöléseként.